# 那須国造
那須国造（なすのくにのみやつこ、なすこくぞう）は、のちに下野国北東部となる地域を支配した国造である。

## 概要

### 祖先
- 『先代旧事本紀』「国造本紀」によれば、景行天皇（第12代天皇）の時代に建沼河命（孝元天皇（第8代天皇）の皇子大彦命の子）の孫の大臣命が初代那須国造に任命されたという。

### 氏族
那須氏（なすうじ、姓は直）。阿倍氏と同祖とされるが、後に縁戚になったともいう。
同名の氏族には、平安時代後期以降の武家で屋島の戦いで扇の的を射落とした那須与一で知られる那須氏がおり、那須国造の氏族としての那須氏の後裔とする説がある（#関連項目参照）。
なお、異説として那須国造は下毛野国造と同族と考える説がある。これは後述の那須国造碑に「仰惟殞公廣氏尊胤」（仰ぎ惟るに殞公は、広氏の尊胤にして）とあるが、この「広氏」を広来津氏の略であると解釈したものである（下毛野国造は広来津氏と同じく荒田別の子孫）。

## 本拠
国造の本拠は後の下野国那須郡那須郷。那須郡那珂川流域すなわち現在の栃木県大田原市大半。なお那須郡の郡衙跡であると考えられているのは、那須郡那珂川町（大田原市に隣接する）の小川にあり国の史跡に指定されている那須官衙遺跡である。
なお、「那須」の名を持つ自治体としては、かつては那須村が、現在は那須町がある。

### 支配領域
那須国造の支配領域は当時那須国と呼ばれていた地域である。那須国はのちの令制国の下野国の北部（那須郡一帯。『常陸国風土記』に郡境として記載されている「毛野河」は鬼怒川（旧称「毛野川」）とその支流の小貝川を指すとして「毛野と那須との境」を表した名称とされる。）をさし、現在の栃木県大田原市周辺に当たる。
那須国の名を継承した那須郡の名を負う現在の栃木県那須郡那須町の地名の語源については、語源（那須町公式ホームページ内）を参照。
那須国は下記の那須韋提が那須評評督に任命された689年（7世紀末）に下毛野国造が治めた下毛野国に併合され、大宝律令制定（701年（大宝1年））にあたって（または7世紀）に下毛野国は令制国となった。なお、下毛野国は713年（和銅6年）に下野国と改称した。

## 氏神
那須国造の氏神は不明である。栃木県大田原市（旧那須郡）にある笠石神社は国宝の那須国造碑を神体とする。ただし神社としての笠石神社は江戸時代に徳川光圀が創建したものであり那須国造の時代（古墳時代ごろ）よりはずっと後のものになる。

### 墓
徳川光圀は、現在の栃木県大田原市湯津上（旧那須郡）にある上侍塚古墳（かみさむらいづかこふん、北緯36度48分21.1秒 東経140度7分29.0秒 / 北緯36.805861度 東経140.124722度）と現在の同市佐良土（旧那須郡）にある下侍塚古墳（しもさむらいづかこふん、北緯36度48分47.51秒 東経140度7分22.17秒 / 北緯36.8131972度 東経140.1228250度）（ともに前方後方墳）を那須国造碑の碑文に記された那須直葦提（那須国造。#人物参照。）・意志麻呂父子の墓と推定して発掘調査を行ったが、関連を裏付ける墓誌が出土することはなかった。考古学的には両古墳はいずれも5世紀の築造と推定されており、那須国造碑の年代（7世紀）よりずっと前のものになる。

## 人物
以下に那須国造を務めた著名な者を記載する。
- 那須韋提
飛鳥時代の豪族。那須国造碑によると永昌元年己丑（持統天皇3年、689年）4月に那須評の評督になったという。

## 子孫
- 那須赤竜
平安時代の豪族。陸奥国白河郡の大領。阿倍陸奥氏の氏祖。